# Llocnou de Sant Jeroni
Llocnou de Sant Jeroni – gmina w Hiszpanii, w prowincji Walencja, we wspólnocie autonomicznej Walencja, o powierzchni 6,47 km². W 2011 roku liczyła 583 mieszkańców.